# Exécution de Maximilien de Robespierre
Aussitôt après sa chute, le 9 thermidor de l’an II (27 juillet 1794), Maximilien de Robespierre, décrété hors la loi, est exécuté sans procès le 10 thermidor (28 juillet). Il est amené en charrette sur la place de la Révolution (ancien nom de la place de la Concorde) en compagnie de 21 de ses partisans, dont son frère et Saint-Just, pour y être guillotiné.
71 personnes de plus seront exécutées le lendemain et 12 le surlendemain, essentiellement des membres de la Commune insurrectionnelle de Paris qui est ainsi liquidée.

## Parcours de Robespierre vers la place de la Révolution

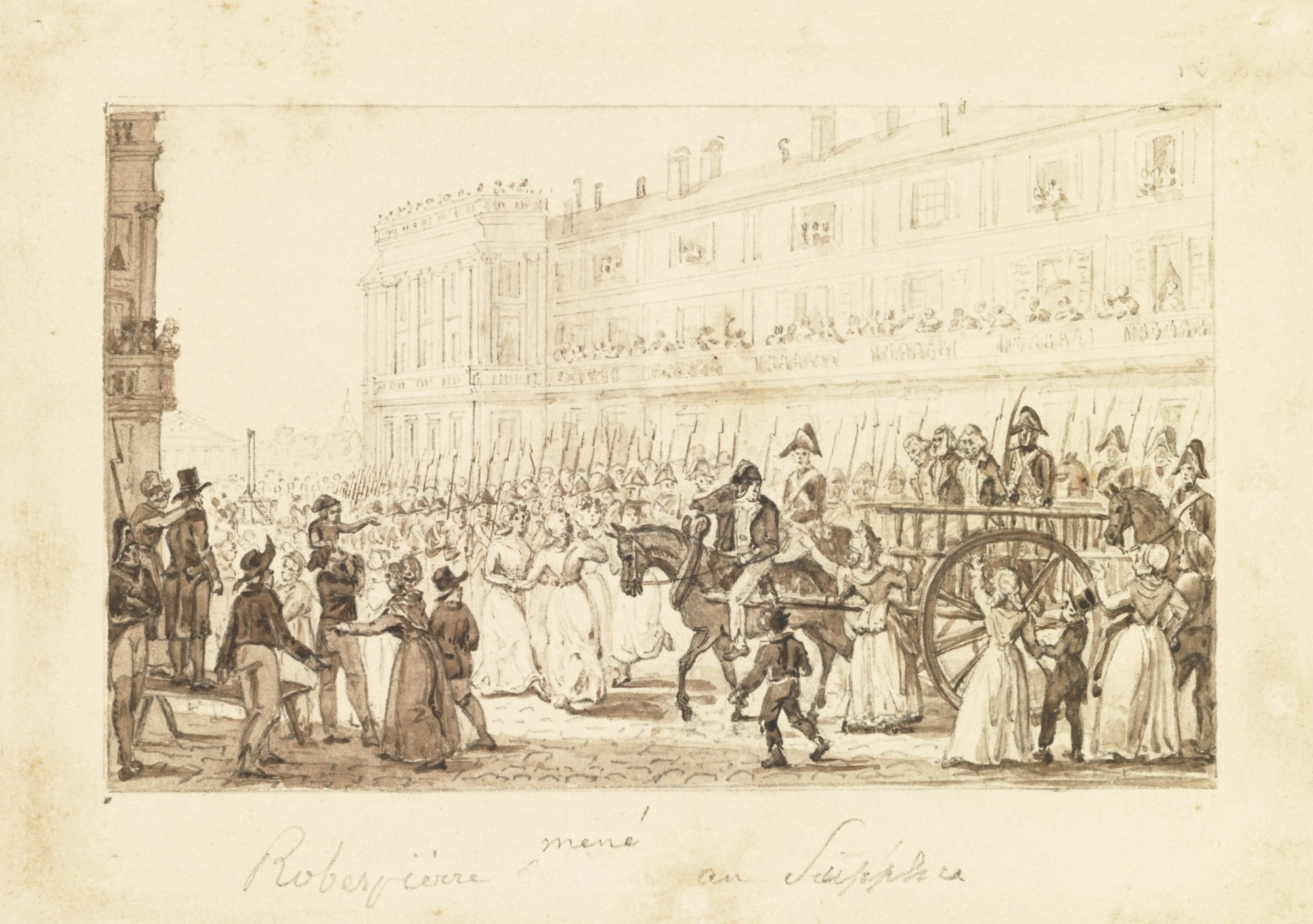
Robespierre mené au supplice par Pierre-Antoine Demachy, 1794.

Robespierre avait reçu, ou s'était tiré, une balle dans la mâchoire, Couthon avait eu la tête fracassée et Augustin Robespierre s’était gravement blessé en sautant par la fenêtre de l'hôtel de ville. François Hanriot avait reçu un coup de baïonnette qui lui avait arraché l'œil de son orbite. Il fut sorti d'une arrière-cour de la Maison commune, ensanglanté et défiguré. Deux mourants (Robespierre le jeune et Hanriot) et un infirme (Georges Couthon) furent transportés dans l'escalier de la Conciergerie ; le convoi se terminait par le cadavre de Philippe-François-Joseph Le Bas.
À 16 h 30, les charrettes qui transportaient les condamnés sortirent de la cour du Mai et débouchèrent sur les quais. Lorsque les charrettes furent arrivées devant la maison où logeait Robespierre, elles furent arrêtées, et l'on barbouilla la façade de la maison avec du sang. À 18 h 15, les charrettes arrivèrent place de la Révolution.

## Exécution de Robespierre

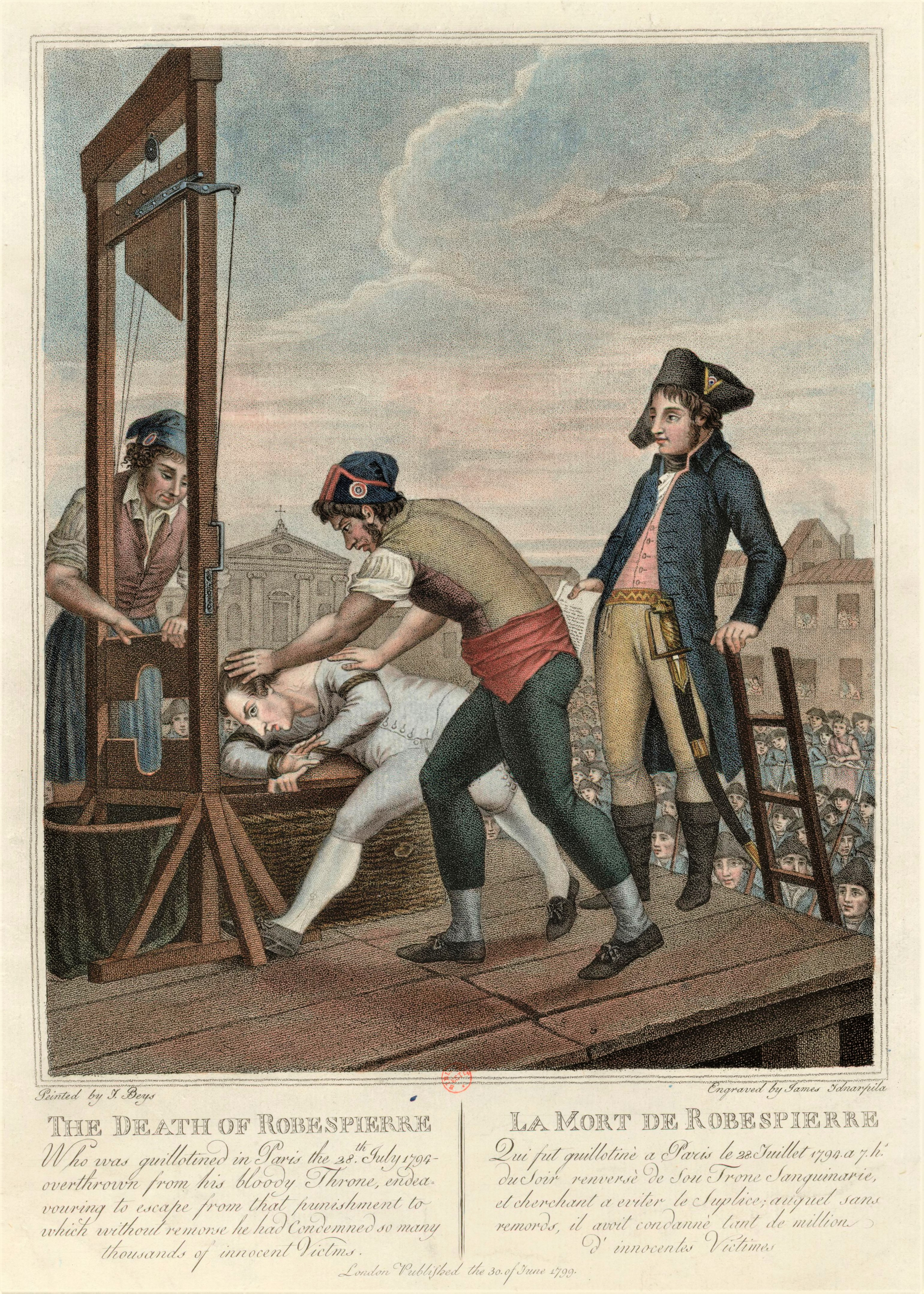
La mort de Robespierre.
Cette gravure anglaise stigmatise Robespierre, représenté sans sa blessure à la mâchoire, comme un lâche hypocrite incapable de se conduire avec dignité lors de son exécution, bête aux abois qui bloque son pied contre un montant de la machine et s'agrippe à la planche pour tenter avec l'énergie du désespoir de s'accrocher à la vie, note l'historien Michel Biard.
Estampe gravée par Giacomo Aliprandi d'après un dessin de Giacomo Beys, Paris, BnF, département des estampes, vers 1799.

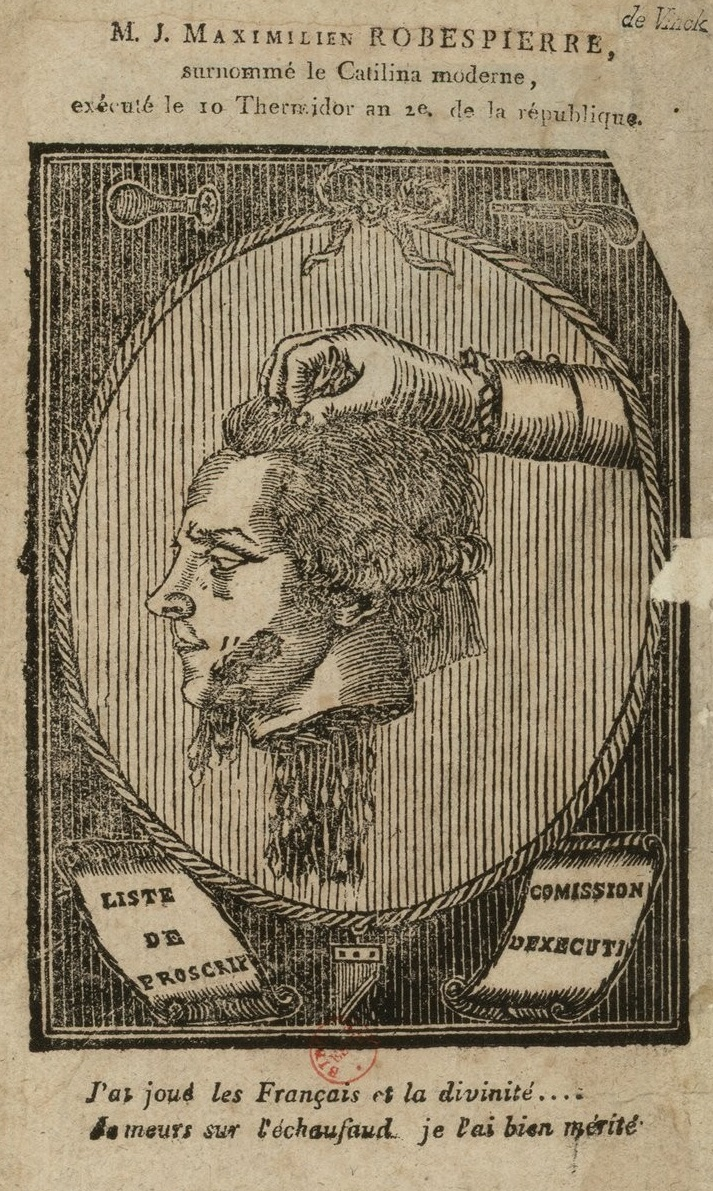
M.J. Maximilien Robespierre : surnommé le Catilina moderne, exécuté le 10 Thermidor an 2.e, de la République, estampe anonyme, Paris, BnF, 1794.

Adrien-Nicolas Gobeau, 53 ans, membre de la Commune, fut exécuté le premier. Quand ce fut le tour de Saint-Just de monter, il embrassa Georges Couthon, et, en passant devant Robespierre, il lui dit : « Adieu ». Maximilien de Robespierre fut exécuté en avant-dernier, le dernier fut Fleuriot-Lescot. Lorsqu’un des aides du bourreau arracha brusquement les linges qui lui soutenaient sa mâchoire, Robespierre poussa un cri de douleur. Il fut placé sur la bascule et le couperet tomba. La tête de Robespierre fut montrée au peuple, sous des applaudissements.
Les vingt-deux têtes furent placées dans un coffre en bois, les corps étant rassemblés sur une charrette qui se dirigea vers le cimetière des Errancis (ouvert en mars 1794). On jeta les têtes et les troncs dans une fosse commune et on répandit de la chaux vive pour que le corps de Maximilien de Robespierre ne laisse aucune trace.

## Les autres guillotinés du 10 thermidor
Ils furent au nombre de 21 à être exécutés avec Maximilien de Robespierre :  
- Georges Couthon, député de la Convention ;
- René-François Dumas, ex-président du Tribunal révolutionnaire ;
- Jean-Baptiste Fleuriot-Lescot, maire de Paris ;
- François Hanriot, ex-commandant de la garde nationale ;
- Jean-Baptiste de Lavalette, ex-général de brigade de l’armée du Nord ;
- Claude-François de Payan, agent national à la Commune de Paris ;
- Adrien Nicolas Gobeau (° 1768 à Vincennes), officier municipal, ex-substitut de Fouquier-Tinville, président de la société des Amis-de-la-Liberté ;
- Augustin Robespierre, député de la Convention ;
- Louis-Antoine Saint-Just, député de la Convention ;
- Antoine Simon, officier municipal de la Commune de Paris, précédemment geôlier du Dauphin ;
- Nicolas Joseph Vivier (° 1744 à Paris), président des Jacobins ;
- Jacques-Claude Bernard, 34 ans, membre du Conseil général de la Commune ;
- Antoine Gency, 33 ans, officier municipal, adjoint au Comité d’exécution ;
- Denis-Étienne Laurent, 33 ans, membre du Conseil général de la Commune ;
- Jacques-Louis-Frédéric Warme, 29 ans, employé à la Commission du Commerce et approvisionnements ;
- Jean-Étienne Forestier, 45 ou 47 ans, membre du Conseil général de la Commune ;
- Nicolas Guérin, 52 ans, membre du Conseil général de la Commune ;
- Jean-Baptiste-Mathieu Dhazard, 36 ans, membre de la Commune de Paris, adjoint au Comité d’exécution ;
- Christophe Cochefer, 60 ans, membre du Conseil général de la Commune ;
- Charles-Jacques-Mathieu Bougon, 57 ans, membre du Conseil général de la Commune ;
- Jean-Marie Quenet, 41 ans, membre du Conseil général de la Commune et administrateur de police.

## Exécutions consécutives
Après ces premières exécutions, des rafles sont opérées dans la capitale parmi les membres du Conseil général de la Commune et les employés municipaux. Le 11 thermidor (29 juillet), journée la plus sanglante, 71 personnes sont guillotinées et 12 personnes sont guillotinées le 12 (30 juillet).
Après avoir réussi à s'enfuir de l'hôtel de ville et à se cacher pendant plusieurs jours, Jean-Baptiste Coffinhal finit par être dénoncé et arrêté. Après la constatation de son identité par le tribunal révolutionnaire, il est guillotiné le 18 thermidor (5 août).
Le 5 fructidor (22 août), François-Pierre Deschamps, aide de camp d'Hanriot, est à son tour guillotiné. Le 15 fructidor (1er septembre), quarante-quatre membres des sections parisiennes ayant pris part au 9 Thermidor aux côtés de la Commune sont traduits devant le tribunal révolutionnaire. Parmi eux, Henri Sanson et son oncle, Pierre-Claude, capitaine et lieutenant de canonniers, sont accusés d'avoir pénétré dans le comité de sûreté générale à la suite de Coffinhal et délivré Hanriot, mais ils sont acquittés. Seul Joseph-Julien Lemonnier, marchand limonadier, commissaire civil de la section de la Maison-Commune, né en 1756 à Paris, est condamné à mort et exécuté le même jour.

## Masque mortuaire présumé

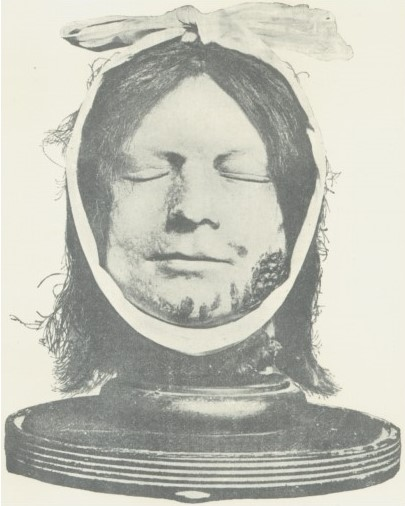
Masque mortuaire présumé de Robespierre (Londres, Madame Tussauds).

Juste après la décapitation de Robespierre, un masque mortuaire en plâtre aurait été moulé par Marie Grosholtz, future Marie Tussaud, fondatrice du musée de cire Madame Tussauds à Londres. En dépit de la valeur contestée de l'effigie, le médecin légiste Philippe Charlier et l'infographiste Philippe Froesch, se basant sur des copies de ce moulage et des témoignages de l'époque, reconstituent en 3D une physionomie présentée en 2013 comme « le vrai visage » de Robespierre et publient une étude paléopathologique à ce sujet.
L'authenticité de cette reconstitution est cependant remise en cause par les historiens de la Révolution française. Ainsi, l'historienne Annie Duprat rappelle le peu de fiabilité des moulages de Marie Grosholtz. En outre, Guillaume Mazeau, maître de conférence à l'Institut d'histoire de la Révolution française, souligne qu'à la fin du XVIIIe siècle, « les vrais, les copies et les faux moulages pullulaient d’ailleurs dans toute l’Europe tant ils étaient une source de profit » et que cette reconstitution d'un visage effrayant ne correspond pas à « l’extrême majorité des dizaines de descriptions, de dessins, de gravures, de peintures ou de sculptures dont nous disposons depuis très longtemps », montrant plutôt que « plus de deux siècles après sa mort, la figure de Robespierre reste une source d’erreurs historiques et de fantasmes négatifs dans l'imaginaire collectif. »
À ces critiques, Philippe Charlier répond que « tout porte à croire que ceux-ci (tableaux, gravures et sculptures) ont été "idéalisés", peut-être avec un objectif de propagande. Après tout ce ne serait pas la première fois qu'un peintre arrangerait le portrait de son modèle... » L'historien Hervé Leuwers objecte que Marie Grosholtz n'aurait pu avoir accès à la dépouille de Robespierre puisque la Convention avait donné l'ordre officiel d'ensevelir au plus tôt les guillotinés du 10 thermidor an II : « On imagine mal, à un moment où les autorités révolutionnaires ordonnent de faire disparaître les corps — jusqu’à les faire recouvrir de chaux vive —, laisser procéder au moulage d’un visage que l’on veut à tout prix effacer. » De surcroît, les mémoires de Madame Tussaud comportent plusieurs invraisemblances et inexactitudes, dont l'une relative au lieu d'inhumation du révolutionnaire.